# West Kelowna
West Kelowna är en ort i Kanada.   Den ligger i provinsen British Columbia, i den södra delen av landet, 3 300 km väster om huvudstaden Ottawa. West Kelowna ligger 484 meter över havet och antalet invånare är 28 793.
Terrängen runt West Kelowna är varierad. Runt West Kelowna är det ganska glesbefolkat, med 21 invånare per kvadratkilometer.. Närmaste större samhälle är Kelowna, 7,4 km öster om West Kelowna.
Runt West Kelowna är det i huvudsak tätbebyggt.